# Antully
Antully település Franciaországban, Saône-et-Loire megyében. Lakosainak száma 816 fő (2022. január 1.). Antully Auxy, Autun, Marmagne, Saint-Émiland, Saint-Firmin és Saint-Sernin-du-Bois községekkel határos.

## Népesség
A település népességének változása:
| Lakosok száma | 826  | 837  | 854  | 854  | 858  | 864  | 869  | 842  | 816  |
|               | 2013 | 2015 | 2016 | 2017 | 2018 | 2019 | 2020 | 2021 | 2022 |